# Slavoetytsj-Arena
De Slavoetytsj-Arena (Oekraïens: Славутич-Арена) is een voetbalstadion in Zaporizja (Oekraïne). Het is de thuisbasis van voetbalclubs Metaloerh Zaporizja en Zorja Loehansk. Laatstgenoemde club speelt in Zaporizja, omdat het door de Oorlog in Oost-Oekraïne niet in Loehansk, gelegen in Oost-Oekraïne, kan spelen. Het stadion biedt plaats aan 11.883 toeschouwers.

## Geschiedenis
Het stadion werd geopend in 2006 en is gebouwd op dezelfde plek waar het oude stadion stond, het Metaloerh Centraalstadion. Dit stadion werd in 1938 gebouwd en werd in 2001 op last van de Oekraïense voetbalbond gesloten omdat het in een te slechte staat verkeerde. Het stadion werd daarop in 2001 gesloopt, waarna in 2002 begonnen is met de bouw van het nieuwe stadion. Het stadion was in 2010 gastheer van de Oekraïense supercup en in 2019 van de Oekraïense bekerfinale.

## Interlands
Het Oekraïens voetbalelftal speelde één interland in het stadion.
| 1 | 14 november 2019 | Oekraïne – Estland | 1 – 0 | Vriendschappelijk | 11.756 |

## Galerij

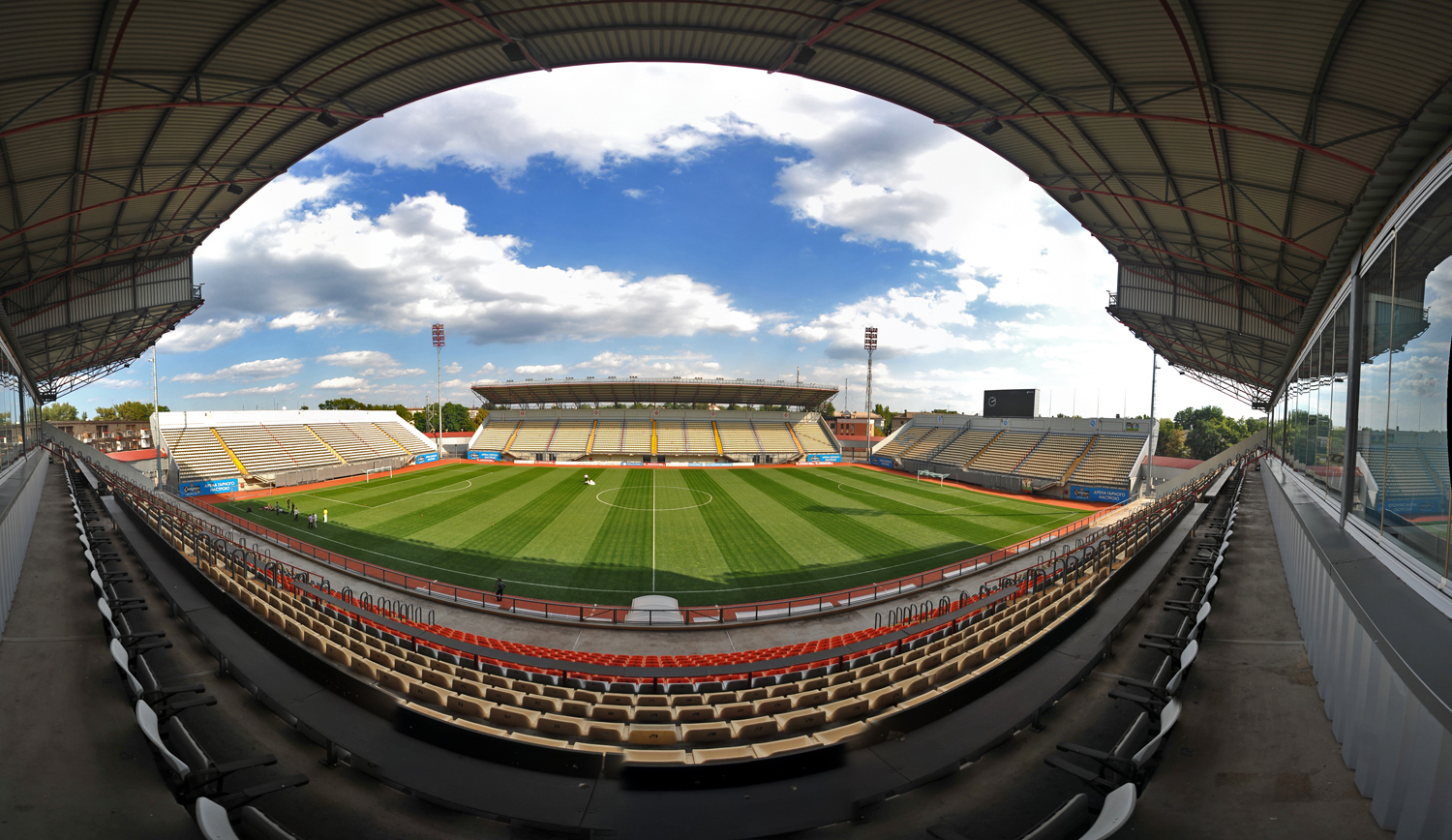
Zicht op het veld vanaf de hoofdtribune